# Бейбитшилик (Туркестанская область)
Бейбитшилик (каз. Бейбітшілік, до 2000 г. — Строительное) — село в Жетысайском районе Туркестанской области Казахстана. Входит в состав Абайского сельского округа. Код КАТО — 514433500.

## Население
В 1999 году население села составляло 870 человек (412 мужчин и 458 женщин). По данным переписи 2009 года, в селе проживали 984 человека (495 мужчин и 489 женщин).